# 拉普拉塔平原

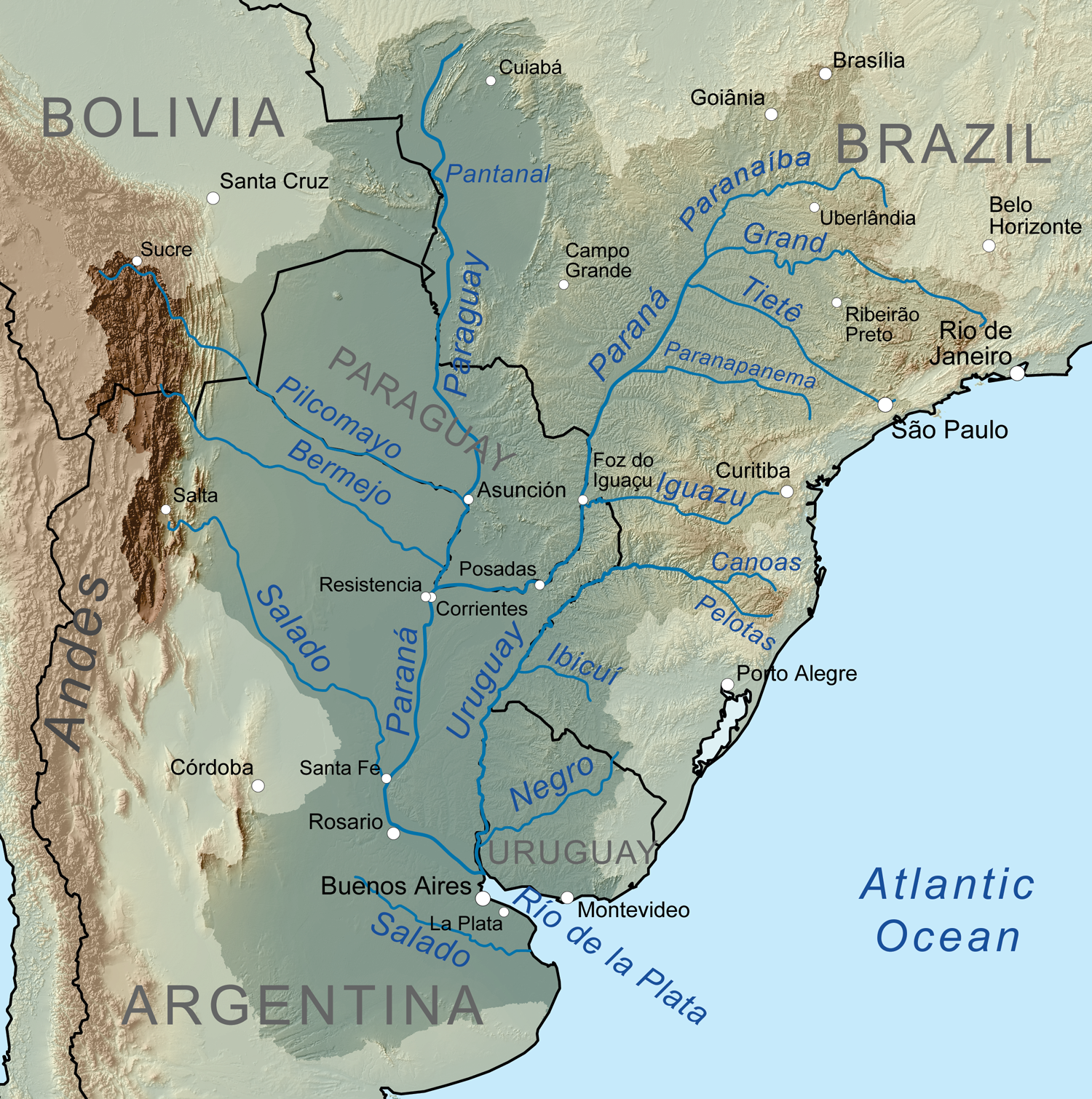
拉普拉塔平原

拉普拉塔平原（西班牙語：Cuenca del Plata）是南美洲第二大平原，由拉布拉他河沖積形成，位于南美洲东南部。其西面是山脈，北面和南面分別是巴西高原和巴塔哥尼亚高原，东南臨大西洋，总面积150万平方千米，自北向南跨越玻利维亚、阿根廷、巴拉圭、乌拉圭四国，其中60%的面积在阿根廷境内。拉普拉塔平原的北部称为大查科平原，南部称为草原。